# Vorochta
Vorochta (ukrajinsky Ворохта; polsky Worochta; rusky Ворохта; německy Worochta; rumunsky Vorohta) je městys (ukrajinsky selyšče) ležící na západě Ukrajiny v Ivanofrankivské oblasti. V městysi se nachází sídlo Vorochtjanského územního společenství (ukrajinsky Ворохтянська територіальна громада), do kterého patří kromě Vorochty i obec Tatariv.
Rozkládá se na horním toku řeky Prut, na severní straně oblouku Karpat, asi 71 km od Ivano-Frankivsku. Je také jedním z východišť na Hoverlu, nejvyšší horu Ukrajiny. V roce 2004 zde žily bezmála čtyři tisíce obyvatel.

## Historie
Význam Vorochty vzrostl po přivedení železnice a zřízení vlakového nádraží v roce 1894. Město se stalo turistickým centrem, známým především díky Huculům, etnické skupině žijící v Karpatech. 
Po skončení I. světové války se město stalo součástí Polska. V roce 1939 bylo obsazeno Rudou armádou, ale v roce 1941 po útoku na Sovětský svaz přešlo pod německou správu. Po osvobození v roce 1945 připadlo opět Sovětskému svazu a stalo se součástí Ukrajinské SSR, resp. od roku 1991 součástí Ukrajiny. Na konci padesátých let bylo ve městě vybudováno středisko zimních sportů. Od té doby je zde mnoho lyžařských vleků, sjezdovek a skokanských můstků. Od roku 1960 má Vorochta statut městyse.